# Božićna svjetla
Božićna svjetla ili božićna rasvjeta oblik su rasvjete koja se često koristi za ukras u vrijeme Božića, ali i tijekom Došašća. Tradicija potječe iz vremena kad su božićna drvca ukrašavana svijećama, što je simboliziralo Krista kao svjetlost svijeta. Taj je običaj preuzet iz poganskih obreda kojima se slavio povratak sunčeve svjetlosti u vrijeme kad nakon solsticija dani postaju dulji: zimzeleno drveće predstavlja obnovu i nastavak života u teškim vremenima. Božićna drvca u svoje su domove donosili kršćani na području Njemačke za ranog novog vijeka.
Javno izložena božićna drvca osvijetljena električnim svjetlima postala su popularna početkom 20. stoljeća. Do sredine 20. stoljeća postavljanje električnih svjetala po ulicama i zgradama preraslo je u običaj; božićni su ukrasi počeli biti odvajani od samog božićnog drvca. U Sjedinjenim je Državama od 1960-ih ukrašavanje kuća u stambenom bloku božićnim svjetlima postalo pomodno. Do kraja 20. stoljeća taj se običaj proširio u ostalim državama, pa i izvan Zapada, poglavito u Japanu i Hong Kongu i diljem kršćanskog svijeta.
U mnogim državama božićna svjetla, pa i ostali božićni ukrasi, uglavnom se postavljaju na prvi dan Došašća. U zapadnokršćanskom svijetu božićna se svjetla miču na dva dana – na Dvanaestu noć i Svijećnicu; potonji blagdan zaključuje razdoblje između Božića i Bogojavljenja u određenim kršćanskim denominacijama. U povijesti se smatralo da ostavljanje ukrasa nakon Svijećnice nosi nesreću.
Na imanju obitelji Salaj u selu Grabrovnica kraj Čazme uređen je tematski park ukrašen s preko milijun žaruljica nazvan Božićna priča.

## Povijest
Božićno drvce počelo se unositi u domove stanovništva visokog staleža u Njemačkoj 18. stoljeća; uglavnom ga se kitilo svijećama, koje su u to vrijeme bile uglavnom skup izvor svjetla. Svijeće se na granu drveta lijepilo rastopljenim voskom ili ih se pričvršćivalo iglama. Oko 1890. svijećnjaci su prvi put korišteni za božićne svijeće. Između 1902. i 1914. počele su se koristiti male svjetiljke i staklene kuglice koje su držale svijeće. Rana električna božićna svjetla nastala su u vrijeme uvođenja električne mreže, oko 1880-ih.
Osvijetljeno božićno drvce u Ujedinjeno je Kraljevstvo došlo tijekom vladavine kraljice Viktorije i migracijom je stiglo u Sjevernu Ameriku i Australiju. U svoj je dnevnik za Badnjak 1832. trinaestogodišnja princeza Viktorija napisala: "Nakon večere... Otišli smo u radnu sobu u blizini blagovaonice. Ondje su se nalazila dva velika okrugla stola na kojima su bila postavljena dva drveta ukrašena svjetlima i šećernim ukrasima. Svi su pokloni bili postavljeni oko drveća." Do dostupnosti jeftine električne energije početkom 20. stoljeća često su se koristile minijaturne svijeće (u nekim se kulturama i danas koriste).
U Ujedinjenom Kraljevstvu električna božićna svjetla uglavnom se nazivaju vilinskim svjetlima (eng. fairy lights). Godine 1881. Savoy Theatre u Londonu bila je prva građevina na svijetu koju je posve osvjetljavala električna svjetlost. Sir Joseph Swan, izumitelj rane električne žarulje, izradio je oko 1200 Swanovih svjetiljki, a godinu dana kasnije, za premijernu izvedbu opere Tolanthe Gilberta i Sullivana 25. studenoga 1882., vlasnik Savoya Richard D'Oyly Carte glavnim je žaruljama dodao manje kojima ga je opskrbio Swan United Electric Lamp Company. Izraz 'vilinska svjetla', koji opisuje 'mala obojena svjetla korištena u rasvjeti' već je ušao u engleski jezik, a otad se u Ujedinjenom Kraljevstvu učestalo koristi za lanac električnih božićnih svjetala.
Za prvo poznato božićno drvce ukrašeno električnim svjetlima zaslužan je Edward H. Johnson, pomoćnik izumitelja Thomasa Edisona. Dok je bio potpredsjednik tvrtke Edison Electric Light Company, preteče današnjeg poduzeća za opskrbu električnom energijom Con Edison, naručio je žarulje za božićno drvce. Dana 22. prosinca 1882. pred svojom je kućom na Petoj aveniji u New Yorku izložio svoje božićno drvce na koje je stavio osamdeset crvenih, bijelih i plavih električnih žarulja veličine oraha. Mjesne su novine ignorirale taj događaj jer su ga smatrale reklamnim trikom. Međutim, priču je ipak objavio reporter novina iz Detroita i Johnson je postao naširoko poznat kao Otac električnih božićnih svjetala. Do 1990. razne su tvrtke počele stavljati nizove božićnih svjetala iza svojih prozora. Božićna su svjetla bila preskupa za prosječnu osobu; zbog toga električna božićna svjetla uglavnom nisu zamijenila svijeće do 1930-ih.
Predsjednik Sjedinjenih Američkih Država Grover Cleveland 1895. je sponzorirao prvo božićno drvce okićeno električnim svjetlima u Bijeloj kući. Na njemu se nalazilo više od stotinu višebojnih svjetala. Prva je svjetla za božićno drvce za komercijalnu upotrebu izradila tvrtka General Electric Co. iz Harrisona, New Jersey; postavljana su na lanac s osam utičnica. Na svaku se utičnicu moglo priključiti jednu minijaturnu žarulja s ugljičnom niti od dvije kandele.
Otada su božićna drvca okićena električnim svjetlima (premda samo unutar doma) počela biti popularna u SAD-u i drugdje. Među prvim zabilježenim gradovima u kojima su se božićna svjetla postavljala i izvan domova su San Diego (1904.), Appleton, Wisconsin (1909.) i New York (1912.). McAdenville u Sjevernoj Karolini tvrdi da je prvi grad u kojem se to dogodilo, i to 1956.
Kongresna knjižnica tom gradu pripisuje zamisao za tu tradiciju: "Tradicija ukrašavanja zimzelenog drveća božićnim svjetlima potječe iz 1956., kad je McAdenville Men's Club odlučio ukrasiti nekoliko drveta u okolici McAdenville Community Centera." Međutim, božićno drvce Rockefeller Centera ukrašeno je svjetlima već 1931., no električnim je svjetlima počelo biti ukrašavano tek 1956. K tome, tradicije Božićne svjetlosne predstave u Philadelphiji i Disneyjeva Božićna drvca također su nastale 1956. Iako je General Electric tijekom 1920-ih sponzorirao natjecanja u ukrašavanju svjetlima u zajednici, tek su se sredinom 1950-ih takvim korištenjem svjetla počele baviti i prosječna kućanstva.
Božićna se svjetla ne nalaze samo na božićnim drvcima. Do 1919. gradski je električar John Malpiede počeo ukrašavati novi park građanskog centra u Denveru i na koncu je ukrase proširivao i na Grčku arenu u parku i na obližnju gradsku vijećnicu nakon što je dovršena 1932. Ubrzo su lanci svjetala počeli ukrašavati kamine i dovratnike unutar kuća, kao i krovove i tremove domova i tvrtki. Danas su mnogi gradski neboderi ukrašavani uglavnom dugačkim, okomitim lancima svjetala.
Godine 1963. božićna su svjetla tijekom sezone božićne kupovine bojkotirana u Greenvilleu u Sjevernoj Karolini kao dio protesta protiv segregacije zbog koje osobe crne kože nisu mogle dobiti posao u poslovnoj četvrti u središtu grada. Poznat je pod imenima "Božićna žrtva" ili "Crni Božić" i uspješno se suprotstavio kulturnoj i fiskalnoj gradskoj segregaciji s jednom trećinom crnačkog stanovništva. U kućama, na božićnim drvcima i izvan domova nije bilo svjetlosnih ukrasa, a samo je šest kuća u crnačkoj zajednici tog Božića prekinulo bojkot.
Tijekom manjka nafte koji je 1973. izazvao embargo Organizacije arapskih zemalja izvoznica nafte (kasnije OPEC) predsjednik Richard Nixon zatražio je Amerikance da smanje potrošnju energije tako da ne postavljaju božićna svjetla. Mnogi su se Amerikanci složili s tom mjerom i te je godine bilo manje božićne rasvjete.
Sredinom 2000-ih videozapis koji je prikazivao dom Carsona Williamsa postao je virusni videozapis na internetu. Posebnu pažnju dobio je 2005. u emisijama The Today Show na NBC-ju, Inside Edition i Evening Newsu na CBS-u, a pojavio se i u reklami za pivo Miller Lite. Williams je svoj hobi pretvorio u komercijalni pothvat i dobio je zadatak da na denverski trgovački centar postavi 250.000 svjetala, ali i da izradi ukrasnu rasvjetu za parkove i zoološke vrtove.

## Tehnologija
Božićna svjetla izrađuju se na različite načine; mogu biti jednostavni lanci svjetala, tj. božićna svjetla u klasičnom smislu, a mogu predstavljati i animirane živopisne prizore koji se sastoje od osvijetljene animatronike i kipova.
Jedan od najprepoznatljivijih oblika božićne rasvjete čine lanci električnih žarulja kojim se tijekom božićne sezone ukrašavaju domovi, javne ili komercijalne zgrade i božićna drvca. Dolaze u velikom broju aranžmana i boja. U određenim se dijelovima Sjedinjenih Država, poglavito u Chicagu, male ukrasne žarulje nazivaju i talijanskim svjetlima.
Vrste žarulja korištenih u božićnoj rasvjeti također se podosta razlikuju, čime odražavaju i raznolikost suvremene tehnologije rasvjete općenito. Među uobičajenim vrstama nalaze se električne žarulje i svjetleće diode (LED); potonji tip sve se više koristi zbog toga što štedi više energije. Nešto su rjeđi setovi tinjalica. Setove fluorescentnih cijevi sredinom je 1940-ih proizvodila tvrtka Sylvania.
Božićna svjetla koja se sastoje od električnih žarulja teško je popraviti. Tijekom 1950-ih i 1960-ih serijska bi električna mreža posve prestala svijetliti nakon kvara samo jedne žarulje. Kasnije su uz te male žarulje ugrađivani šantovi koji omogućuju lancu svjetala da funkcionira i s pregorjelom žaruljom. Međutim, u slučaju da pregori više žarulja ili ako je šant loš, lanac svejedno može prestati funkcionirati. Postoje dva načina na koji se taj problem može riješiti: pojedinačnom zamjenom žarulja dobrim žaruljama ili korištenjem ispitivača napona otkriti gdje dolazi do prekida napona.

## Izlošci na otvorenom

### Na javnim površinama
Božićna svjetla na javnim površinama i javnim zgradama popularan je dio godišnje proslave Božića, a postavljaju ih tvrtke ili lokalne vlade. Božićna je rasvjeta raznovrsna; postavlja se na božićna drvca na javnim trgovima, drveća na ulicama i u parkovima, svjetiljke i slične strukture, značajne građevine kao što su gradske vijećnice i robne kuće, kao i na popularne turističke atrakcije poput Eiffelova tornja i Sydneyske opere. Smatra se da je postavljanje prve božićne rasvjete na javnu površinu organizirao Fredrick Nash i Pasadena Chamber of Commerce u Altadeni u Kaliforniji, na Aveniji Santa Rosa pod imenom Put božićnih drvaca. Put božićnih drvaca, izuzme li se vrijeme Drugog svjetskog rata, bez prekida je osvijetljen od 1920. Tradicije godišnjih postavljanja božićnih svjetala u Regent Streetu i Oxford Streetu u Londonu poimence potječu iz 1954. i 1959.

### Susjedstva
Od 1960-ih, vremena kad je počela izgradnja stambenih blokova u SAD-u, sve je češći običaj ukrašavanja kuće (poglavito streha) božićnim svjetlima otpornima na vremenske prilike. Osam je gradova u Louisiani dobilo nadimak "Blagdanski put svjetala" zbog toga što se u njima od Dana zahvalnosti do Nove godine održavaju različiti festivali svjetla; tradicija je započela 1927. održavanjem Festivala svjetla i Božića u Natchitochesu, zbog čega je to jedan od najstarijih festivala svjetla u SAD-u. Ulica Fulton Street u Palo Altu u Kaliforniji ima nadimak "Put božićnog drveća" zbog božićnog drveća ukrašenog svjetlima duž te ulice.
Tijekom blagdana uobičajeno je i voziti se ili šetati susjedstvom po noći radi razgledavanja svjetala na kućama. Iako neke kuće uopće nisu ukrašene njima, na temeljito ukrašavanje ostalih katkad je potrebno nekoliko tjedana. Nekoliko je takvih kuća prikazano u posebnoj televizijskoj emisiji Extreme Christmas na programu HGTV – za svjetla na jednoj od njih bio je potreban generator struje, dok je za drugu bio potreban zaseban izvor električne struje.
U Australiji i na Novom Zelandu lancima božićnih svjetala relativno se brzo počelo koristiti za osvjetljenje okoline na verandama. Od kraja 20. stoljeća ondje se postavlja detaljna božićna rasvjeta, a vožnja između 20 sati i 22 sata radi razgledavanja svjetala postala je popularna obiteljska zabava. Na određenim područjima organiziraju se natjecanja u postavljanju božićnih svjetala, a gradska vijeća dodjeljuju nagrade najbolje ukrašenim kućama, dok se na ostalim područjima radi o suradničkom radu – stanovnici zajedno ukrašavaju svoju ulicu ili susjedstvo. U SAD-u televizijska emisija The Great Christmas Light Fight prikazuje domove diljem države koji se natječu u postavljanju složene božićne rasvjete.

## Ostali blagdani
U Sjedinjenim Državama svjetla se izrađuju i za mnoge druge blagdane. To mogu biti jednostavni setovi u tipičnim blagdanskim bojama ili plastični ukrasi koje se može priključiti na utičnicu za svjetlo.
Noć vještica najpoznatiji je primjer; minijaturni lanci svjetala sastoje se od crnih izoliranih žica i poluprozirnih narančastih žarulja. Ostali setovi sastoje se od prozirnih ljubičastih žarulji, neki i od prozirnih zelenih. Za Noć vještica prodaju se dvije vrste visećih svjetala: narančaste i kombinacije ljubičaste i zelene, poznate kao "sluzava svjetla".
Svjetla za Uskrs uglavnom se prodaju u pastelnim bojama. Sastoje se od bijele žice.
Za Dan nezavisnosti u SAD-u proizvode se crvena, bijela i plava svjetla, kao i ostali ukrasi patriotske tematike. Izrađuju se i svjetla s mrežastim uzorkom koja prikazuju američku zastavu.

## Okoliš, recikliranje i sigurnost
Postoje određeni problemi s recikliranjem božićnih svjetala. U jednoj se godini više od 9 milijuna kilograma bačenih blagdanskih svjetala odveze u Shijiao (u blizini grada Guangzhoua), koje se naziva "svjetskim glavnim gradom za recikliranje božićnih svjetala". Ta je regija počela uvoziti odbačena svjetla oko 1990. dijelom zbog jeftine radne snage i niskih okolišnih standarda. Do 2009. mnoge su tvornice spaljivale svjetla kako bi rastopile plastiku i dobile bakrene žice, zbog čega su u okoliš ispuštale otrovne plinove. Sigurnija tehnika uključuje rezanje svjetala do mrvica veličine zrnca pijeska, miješanje tih mrvica s vodom i vibriranje te smjese na stolu, zbog čega se različiti elementi odvajaju; proces je sličan procesu ispiranja zlata. Sve se reciklira: bakar, mjed, plastika i staklo.
Više gradova u SAD-u uspostavlja sustave recikliranja božićnih svjetala, a gradovi organiziraju mjesta za otpad na kojima se predaju stara svjetla.
Do prosinca 2019. većina je centara za reciklažu metalnog otpada otkupljivala tradicionalne električne božićne žarulje za 0,20 do 0,40 eura po kilogramu. Ta je vrijednost otpadnog metala pretpostavljena na temelju vrijednosti bakra unutar žica, a u manjoj mjeri i vrijednosti ostalih metala i slitina. Primjerice, za uobičajen lanac božićnih svjetala težine oko 0,33 kilograma utvrđeno je da sadrži manje od 20 % iskoristivog bakra.
Instalacija blagdanske rasvjete može predstavljati sigurnosni rizik ako se na pogrešan način spoji nekoliko nizova svjetala, stalno koriste isti produžni kabeli ili ako se pri instalaciji koriste nestabilne ljestve.

## Osvijetljene skulpture
Božićne osvijetljene skulpture koriste se kao božićni ukrasi, ali se koriste i za drugih blagdana. U početku su to bile velike žičane skulpture od komadića metala izrađene za izlaganje u javnosti; primjerice, općinska vlada postavila bi ih na telefonske stupove, dok bi ih trgovački centri stavljali na stupove za uličnu rasvjetu. Od 1990-ih izrađuju se i u malim plastičnim kućnim inačicama koje se može objesiti na prozor, vrata ili zid. Uokvirene skulpture mogu biti osvijetljene korištenjem malih žarulja, dok se na veće skulpture mogu postaviti veće žarulje.
Osvijetljene skulpture mogu biti plosnate (što je najčešći slučaj) ili trodimenzionalne. Plosnate skulpture često se nalaze na metalnim okvirima, ali na skulpture takvog tipa za vanjske prostore mogu se objesiti i girlande. Skulpture za unutarnje prostore često se sastoje od raznobojne plastične ploče, koja je katkad holografska. Trodimenzionalne skulpture mogu prikazivati jelene ili sobove (katkad i losove) u različitim položajima, s rogovima ili bez njih, a često im električni motor pokreće glavu gore-dolje ili lijevo-desno, kao da pasu travu. Takve trodimenzionalne skulpture mogu biti golog okvira, prekrivene girlandama, sastojati se od prozirnih plastičnih žica ili se sastojati od vitica obojenih u zlatnu boju. Snježne pahulje učestali su dizajn u općinama – uglavnom da bi mogle ostati tijekom cijele zime.
U neke su skulpture ugrađeni mikroupravljači koji sekvenciraju električne mreže svjetala tako da se čini kao da se objekt kreće. Ta se tehnika koristi za stvaranje prizora u kojima padaju snježne pahulje, Djed Mraz maše, golubica mira maše krilima ili u kojima se kreću kotači vlaka.

## Galerija
- Isusovo rođenje prikazano božićnim svjetlima
- Okićeno šetalište
- Božićno drvce okićeno svjetlima na Trafalgar Squareu u Londonu
- Sob izrađen od božićnih svjetala
- Božićna rasvjeta u Zagrebu
- Božićna rasvjeta u Zagrebu
- Božićna svjetla u Slunju
- Božićna svjetlosna predstava u Somersetu, Engleska

## Vanjske poveznice

### Sestrinski projekti
|  | Zajednički poslužitelj ima još gradiva o temi Božićna svjetla |

### Mrežna mjesta
- Jutarnji.hr – BOŽIĆNA SVJETLA: Element broj 1 za stvaranje svečanog raspoloženja
- Journal.hr – Božićna svjetla Londona